# Johann Christian Kruse

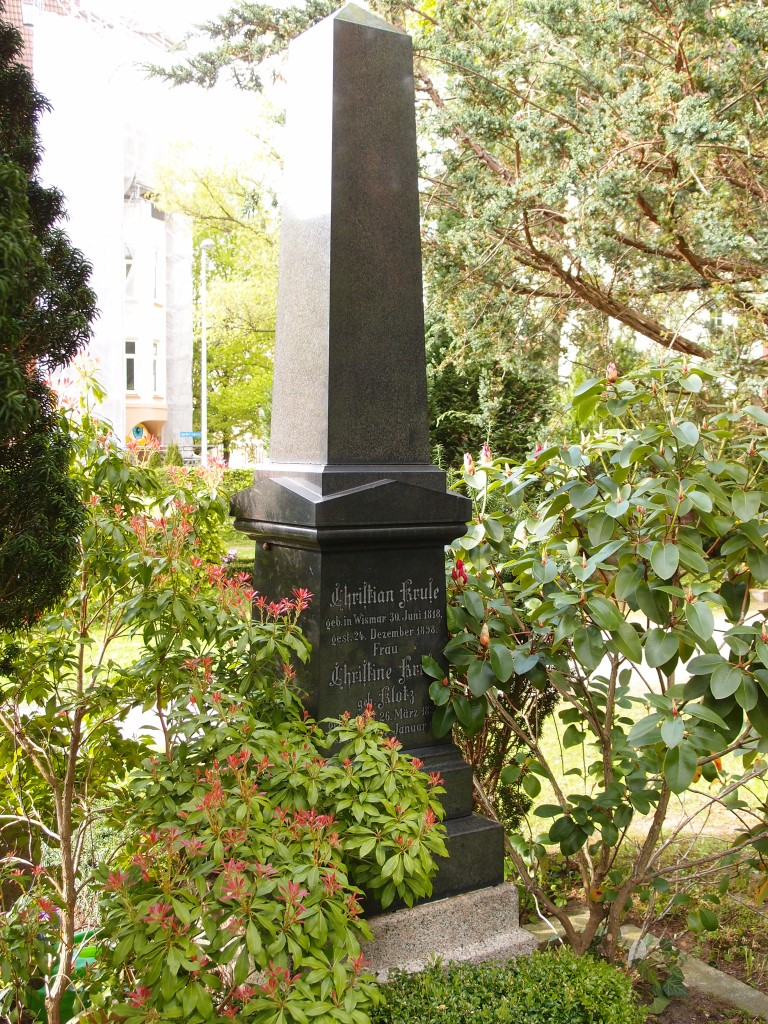
Ehrengrab von Christian Kruse auf dem Südfriedhof in Kiel.

Johann Christian Kruse (* 30. Juni 1818 in Wismar; † 24. Dezember 1898 in Kiel) war ein deutscher Politiker.

## Leben
Christian Kruse absolvierte eine kaufmännische Lehre im Kieler Handelshaus Klotz & Sohn, dessen Mitinhaber er wurde. Er war Direktionsmitglied der Altona-Kieler Eisenbahn-Gesellschaft.
Im Juli 1854 trat er in die Kieler Bürgervertretung ein, in der er von 1862 bis 1893 das Amt des Bürgerworthalters bekleidete. Aufgrund seiner Verdienste wurde ihm am 1. Dezember 1893, dem Tag seines Ausscheidens aus der Bürgervertretung, die Ehrenbürgerschaft der Stadt Kiel verliehen. Kruse betätigte sich auch als englischer Vizekonsul. 1898 erhielt Kruse ein Ehrengrab der Stadt Kiel auf dem Südfriedhof.
Die Christian-Kruse-Straße im Kieler Stinkviertel trägt seinen Namen.